# Iberis procumbens
Iberis procumbens é uma espécie de planta com flor pertencente à família Brassicaceae. 
A autoridade científica da espécie é Lange, tendo sido publicada em Ind. Sem. Hort. Haun. (1861) 29; Pl. Nov. Hisp. fasc. i. 5. t. 6.

## Portugal
Trata-se de uma espécie presente no território português, nomeadamente os seguintes táxones infraespecíficos:
- Iberis procumbens subsp. microcarpa - presente em Portugal Continental. Em termos de naturalidade é endémica da região atrás referida. Encontra-se protegida por legislação portuguesa ou da Comunidade Europeia, nomeadamente pelo Anexo II e IV da Directiva Habitats.
- Iberis procumbens subsp. procumbens - presente em Portugal Continental. Em termos de naturalidade é endémica da Península Ibérica. Não se encontra protegida por legislação portuguesa ou da Comunidade Europeia.